# Роут, Джон
Джон Роут (англ. John Rote; 24 марта 1928, Блумендал, Северная Голландия — 13 февраля 2017, Манчестер) — нидерландский и американский хоккеист на траве, полевой игрок. Участник летних Олимпийских игр 1956 года.

## Биография
Джон Роут родился 24 марта 1928 года в нидерландском городе Блумендал.
В 1949 году окончил колледж Уодхем Оксфордского университета. Работал в сфере бизнеса на руководящей должности.
Играл в хоккей на траве за швейцарский «Стад-Лозанн», в составе которого дважды выигрывал чемпионат страны (1945—1946). Был членом исполкома Нидерландской ассоциации хоккея на траве.
Впоследствии эмигрировал в США. В сентябре 1956 года получил американское гражданство.
В том же году вошёл в состав сборной США по хоккею на траве на летних Олимпийских играх в Мельбурне, занявшей 12-е место. Играл в поле, провёл 4 матча, мячей не забивал.
Был членом исполкома Федерации хоккея на траве США.
Жил в городе Гринвич в штате Коннектикут. Был дружен с сенатором Прескоттом Бушем, отцом и дедом президентов США Джорджа Буша-старшего и Джорджа Буша-младшего.
Умер 13 февраля 2017 года в американском городе Манчестер в штате Коннектикут.